# Jock of the Bushveld (film, 2011)
Pour plus de détails, voir Fiche technique et Distribution.
Jock of the Bushveld est un long métrage d'animation sud-africain réalisé par Duncan MacNeillie et sorti en 2011. C'est le premier long métrage d'animation sud-africain à être entièrement réalisé en images de synthèse. Son scénario est une libre adaptation du roman autobiographique du même nom, Jock of the Bushveld de James Percy FitzPatrick, paru en 1907 et devenu un classique de la littérature sud-africaine pour la jeunesse. L'histoire suit la relation d'amitié entre FitzPatrick et Jock, un chiot qu'il recueille et qui devient son compagnon fidèle.

## Synopsis
L'histoire se déroule en Afrique du Sud à la fin du XIXe siècle, dans le Transvaal. Fitz recueille un chiot malingre, un bull terrier qu'il nomme Jock et dont il prend soin. Jock devient un jeune chien vigoureux, curieux et courageux, qui vit toutes sortes d'aventures avec son maître et ses compagnons animaux : sa mère Jess et son ami le coq Pezulu. Jock se lie aussi d'amitié avec un guerrier zoulou, Jim, et avec un vieux sage africain, Baba. Ils doivent affronter notamment le babouin George. Jock rencontre aussi une élégante chienne française, Polly.

## Fiche technique
- Titre original : Jock of the Bushveld
- Réalisation : Duncan MacNeillie
- Scénario : Duncan MacNeillie, en collaboration avec Andrew Gibbs, Martin Lamb et Penélope Middleboe, d'après le roman Jock of the Bushveld de James Percy FitzPatrick
- Musique originale : Klaus Badelt, Ian Honeyman, Bryan Adams
- Production : Duncan MacNeillie
- Sociétés de production : Jock Animation, Motion Sound & Picture
- Distribution : Ster-Kinekor Distribution (Afrique du Sud, tous les supports)
- Pays :  Afrique du Sud,  États-Unis
- Langue : anglais
- Durée : 89 minutes
- Format : couleur
- Date de sortie : Afrique du Sud : 29 juillet 2011

## Voix originales anglaises
- Bryan Adams : Jock
- Makenzie Hart : Jock jeune
- Theo Landey : Fitz jeune
- Donald Sutherland : le narrateur / James Percy FitzPatrick
- Helen Hunt : Jess
- Ted Danson : Pezulu
- Anthony Bishop : George
- Jason Kennett : Snarly
- Mandy Patinkin : Basil
- Bongani Nxumalo : Jim
- Rose Emanuel : Julien
- De Pinna Michael : Claude
- Michael Richards : M. Morris
- Sylvaine Strike : Polly
- Desmond Tutu : Baba
- Kim Hart : un chiot
- William Baldwin : un marin

## Production
Le scénario du film s'écarte nettement de l'intrigue du livre afin de viser un large public. Tandis que le livre raconte toute la vie de Jock, jusqu'à sa mort, l'histoire du film se concentre sur la jeunesse de Jock et sur des aventures impliquant des amis animaux non présents dans le livre, tandis que le narrateur, FitzPatrick, n'a plus qu'un rôle secondaire.
Duncan MacNeillie commence la production fin 2007 lorsqu'il s'installe à Johannesbourg, accompagné d'une petite équipe d'animateurs venu de Nelspruit.  L'animation du film nécessite cinq ans de travail. Pendant la production, l'équipe décide de réaliser le film en 3D relief. Jock of the Bushveld est le premier film d'animation sud-africain à être entièrement réalisé en images de synthèse.
Plusieurs célébrités participent au doublage anglais : Desmond Tutu, archevêque anglican et prix Nobel de la paix en 1984 ; le chanteur canadien Bryan Adams  ; et plusieurs acteurs hollywoodiens : Helen Hunt, Donald Sutherland, Ted Danson.
La bande originale du film est composée par Klaus Badelt et Ian Honeyman. Elle contient plusieurs chansons, auxquelles participent Bryan Adams, Tim Rice, Johnny Clegg, Alan Menken, Mandy Patinkin, Craig Hinds, Nianell et Jason Hartman.

## Accueil critique
Dans le journal sud-africain Times Live (dépendant du Sunday Times), Barry Ronge estime que, bien que « pas aussi mauvais que certains critiques semblent le penser », le film déçoit les attentes pour deux raisons : à cause des changements radicaux apportés à l'histoire par rapport au livre, et à cause de la qualité insuffisante de l'animation. Sur le plan du scénario, Barry Ronge juge que les changements apportés à l'intrigue défigurent l'histoire originale dont il ne reste plus grand-chose (il regrette en particulier le changement complet apporté au dénouement : la mort de Jock est supprimée). L'animation, quant à elle, lui semble incapable de rivaliser avec la moyenne de la production anglo-saxonne de 2011 : si les décors et les personnages lui paraissent réussis (sauf la chienne Polly qu'il juge terriblement kitsch), les personnages humains lui paraissent ratés et l'animation des visages lui semble manquer d'expressivité.